# 御杖ふれあいバス

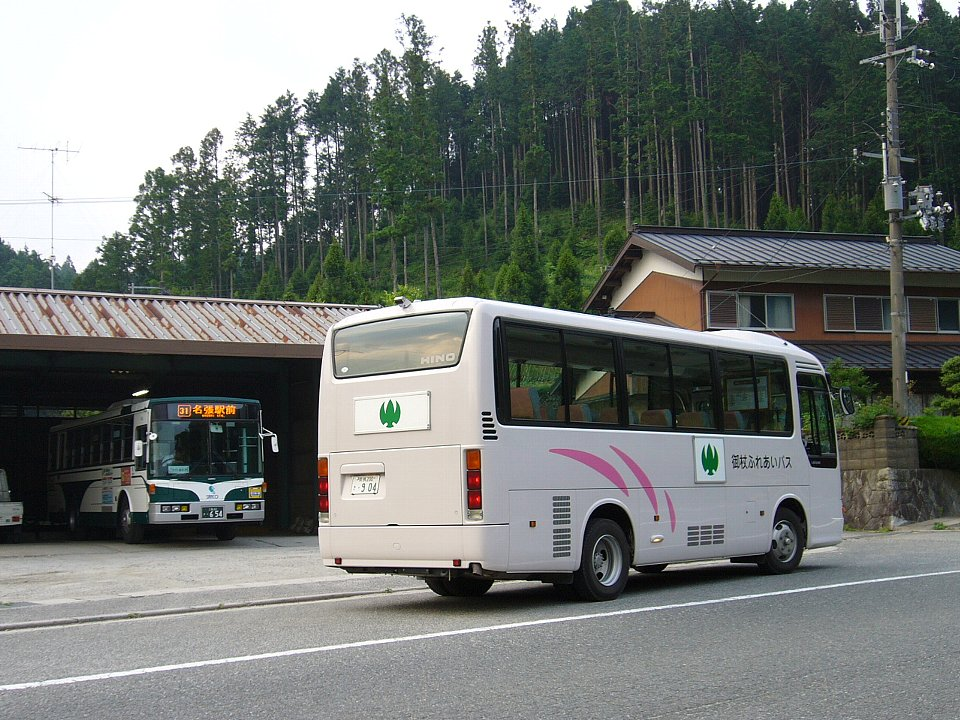
敷津バス停付近にて　奥は三重交通バス

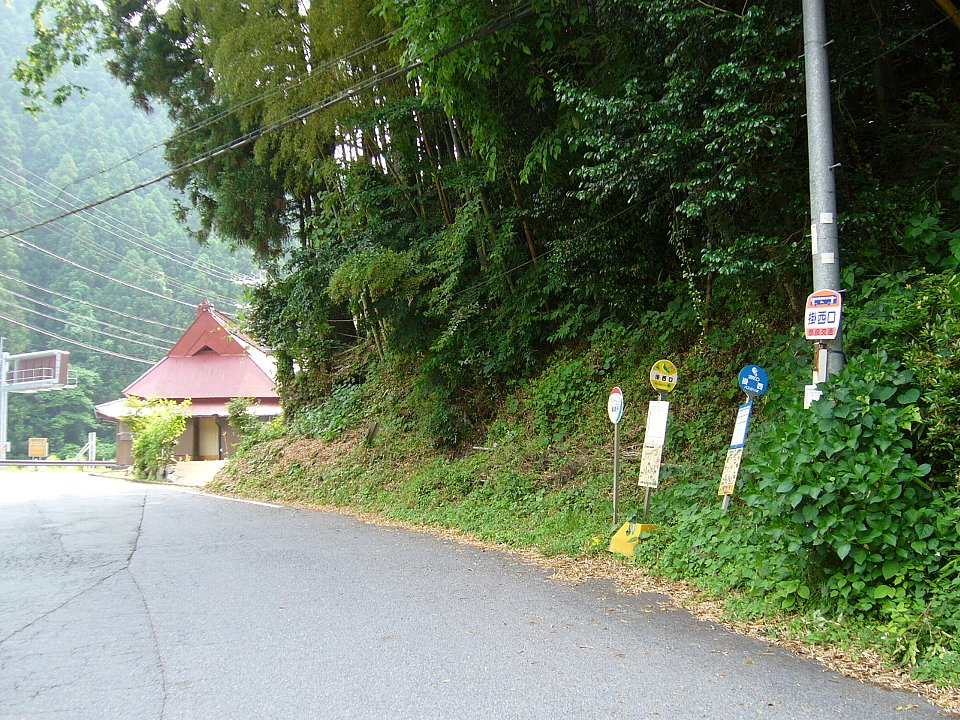
各種のバス停が並び、結節点となっている掛西口バス停

御杖ふれあいバス（みつえふれあいバス）は、奈良県宇陀郡御杖村が運行するコミュニティバスである。

## 概要
御杖村内は奈良交通榛原営業所が路線バスを運行していたが、2001年4月1日をもって村内路線を廃止した。その代替として今まで路線バスが走っていないような地域にもきめ細かなサービスを行うように路線設定された。
- 運賃は無料である。
  - 以前は一律100円だった。

## 沿革
- 2001年4月1日 運行開始。
- 2011年4月1日 運賃無料化。[1]

## 路線
以下の路線がある。（）内は一部便のみ経由。
- 掛西口 - 桃俣口（ - 茶屋の辻） - 土屋原堂前（ - 土屋原大野） - 御杖村役場前（ - 診療所）（ - 菅野上郷） - 神末辻本（ - 神末上村） - 神末敷津（ - 神末小屋）
  - 掛西口（曽爾村）で奈良交通（榛原駅 - 曽爾村役場前）と、神末敷津で三重交通（名張駅 - 敷津 - 奥津駅）との接続が考慮されている。

## 車両
- 運行開始当初は三菱ふそう・ローザを使用していた。

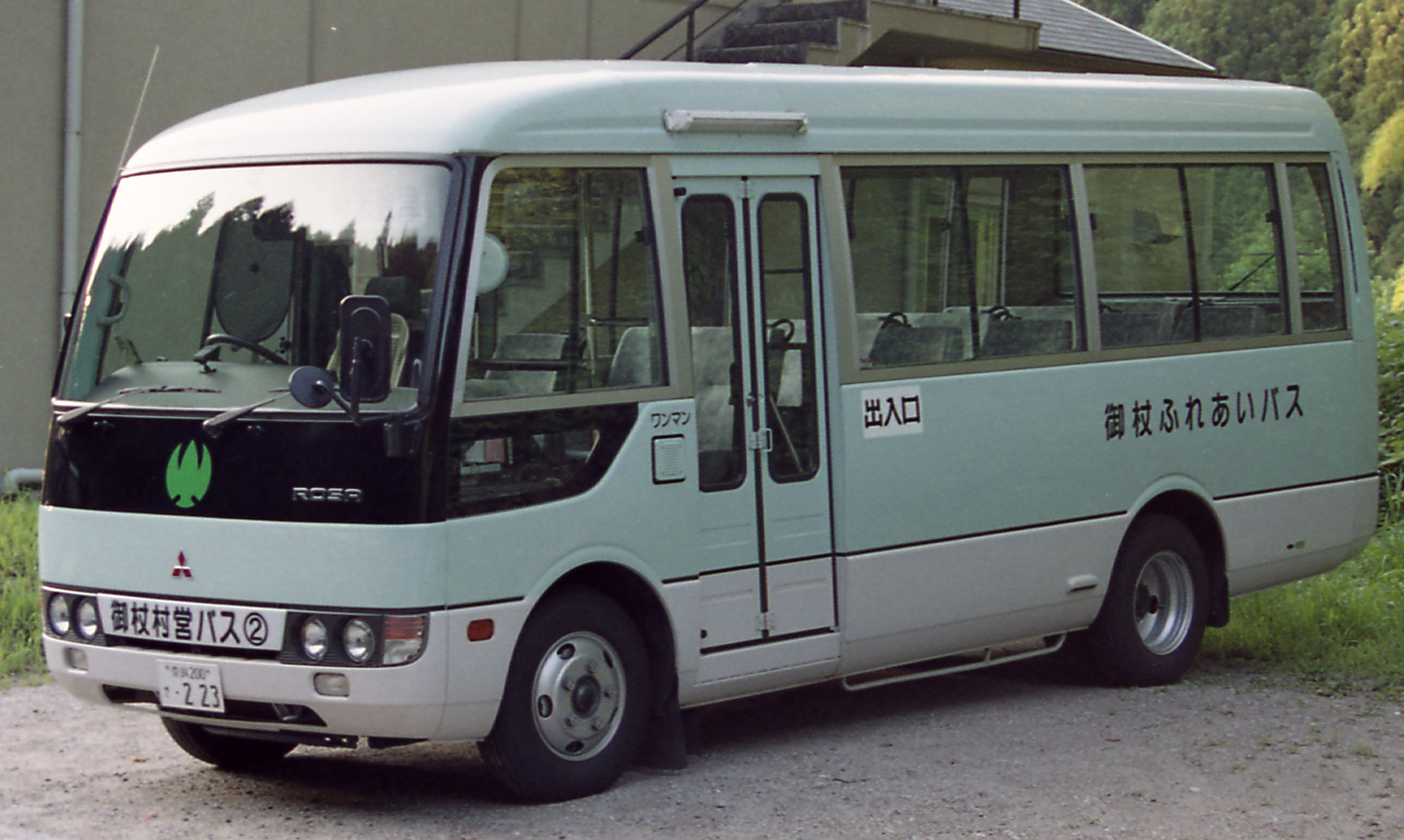
運行開始当初の車両（2001年）